# Toila
Toila (Toila vald) ist eine Landgemeinde im nordestnischen Kreis Ida-Viru.

## Beschreibung
Die Gemeinde Toila liegt am Finnischen Meerbusen mit seiner landschaftlich reizvollen Steilküste.
Die Landgemeinde hat eine Fläche von 159,66 km². Darauf leben 2435 Einwohner (Stand 1. Juni 2012).
1241 wurde das zur Gemeinde gehörende Dorf Pühajõe als Gemeinschaft von sechs Höfen im Liber Census Daniae erstmals urkundlich erwähnt.

## Ortschaften
Neben dem Hauptort Toila besteht die Landgemeinde aus den Dörfern Altküla, Konju, Martsa, Metsamägara, Päite, Pühajõe, Uikala, Vaivina, Voka alevik und Voka küla.

## Schloss von Oru

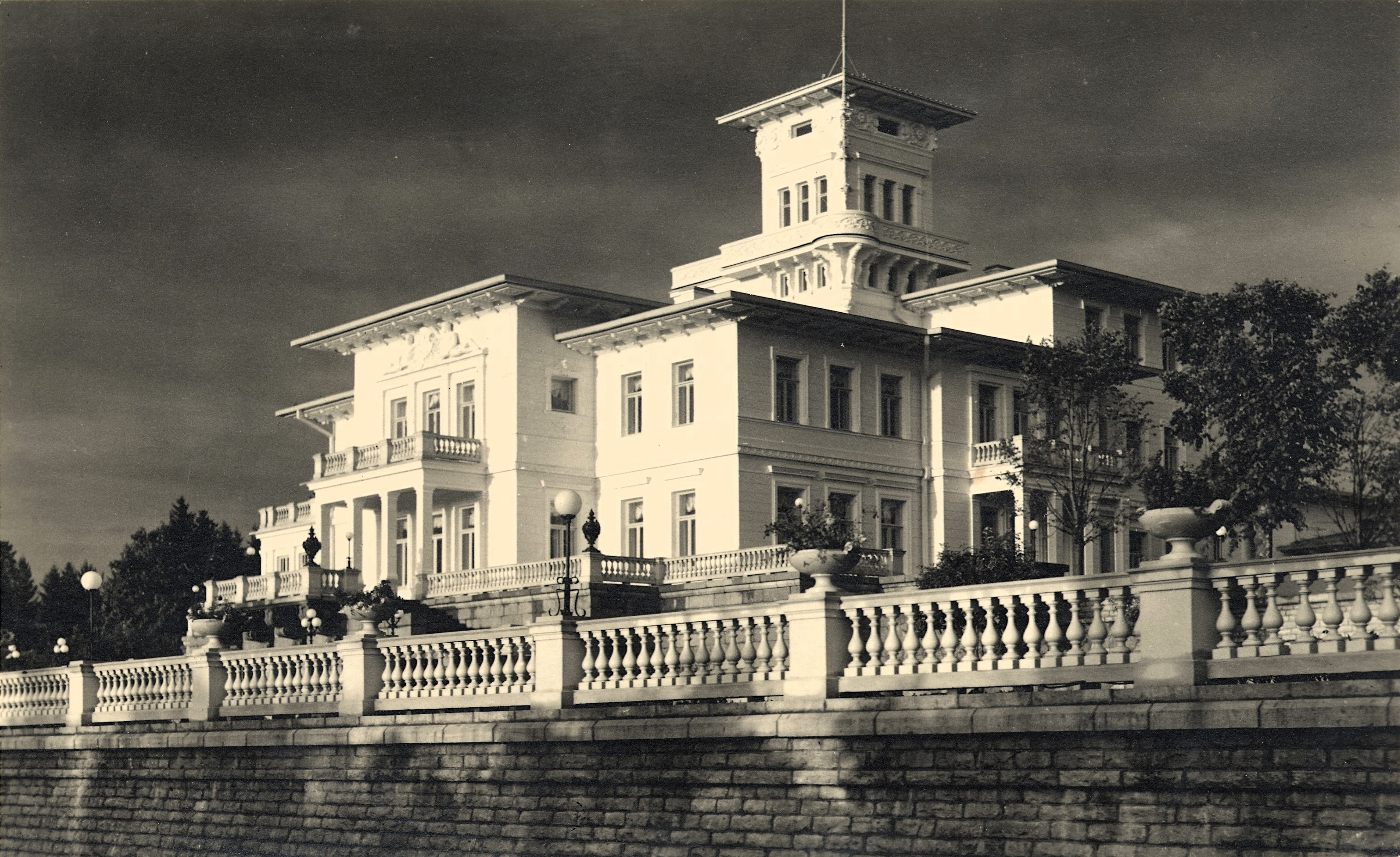
Historische Aufnahme von Schloss Oru Ende der 1930er Jahre

In der Landgemeinde befanden sich auch der Park und das Schloss Oru. 1897 kaufte der russische Großkaufmann Grigor Jelissejew 144 Hektar Land auf, um ein großes Schloss zu errichten. Die Bauarbeiten wurden vom Architekten Gawriil Baranowski durchgeführt, die Landschaftsarbeiten durch den Rigaer Landschaftsarchitekten Georg Kuphaldt. 1899 waren das Schloss und 1901 der Park fertiggestellt.
1934 kauften estnische Industrielle das Anwesen und schenkten es dem estnischen Staatsoberhaupt Konstantin Päts als offizielle Sommerresidenz. Hervorragend durch Roman Koolmar renoviert war es ein Schmuckstück der Ostseeküste, bis es im Laufe des Zweiten Weltkrieges zerstört wurde. Die Ruinen wurden durch sowjetische Behörden beseitigt. Nur ein Teil der Stützmauern an der Terrasse ist heute noch erhalten. Der Park von Oru steht unter Naturschutz.